# Tylersburg
Tylersburg è un chipset Intel che è stato presentato il 17 novembre 2008 per supportare la prima generazione dei processori basati sull'architettura Nehalem, e precisamente le CPU desktop Bloomfield e server Gainestown che sarebbero arriverati però nel primo trimestre 2009.
È in sostanza il successore del chipset Eaglelake, presentato a giugno 2008, che è di fatto l'ultimo a supportare i processori basati sull'architettura Intel Core Microarchitecture.

## Versioni attese sul mercato
Per il momento Intel ha annunciato solo una versione di Tylersburg e non è dato quindi sapere se si tratterà di un'intera famiglia di chipset come lo sono stati i precedenti Eaglelake e il rispettivo predecessore Bearlake, oppure di un prodotto singolo. Dato però che il modello annunciato riprende la nomenclatura utilizzata anche per i predecessori, è plausibile che Intel possa continuare seguendo la stessa linea, utilizzando quindi una lettera per sintetizzare le caratteristiche base del modello, seguita da 2 cifre che ne indicano la "potenza" e di conseguenza la fascia di mercato.
Questa la versione di chipset Tylersburg, o serie 5, già presentata sul mercato:
- X58 - soluzione di fascia alta per il mercato degli utenti desktop più esigenti e server biprocessore

## Caratteristiche tecniche

Schema a blocchi del chipset X58

A causa delle nuove caratteristiche introdotte dai processori della nuova architettura Nehalem, anche il chipset è stato completamente rinnovato; Tylersburg rappresenta quindi un segno di svolta nella progettazione di chipset da parte di Intel in quanto il controller della memoria RAM non viene più implementato nel northbridge del chipset come avvenuto per tutte le generazioni precedenti, dato che esso è diventato uno dei "cardini" della nuova architettura Nehalem e viene integrato quindi direttamente nelle CPU. Inoltre, l'assenza di tale controller non è l'unica rivoluzione presente nel chipset Tylersburg, dato che esso fornisce anche supporto al nuovo tipo di bus seriale conosciuto come Intel QuickPath Interconnect (QPI) (in precedenza conosciuto anche come Common System Interface) che va a sostituire il tradizionale BUS (diventato di tipo quad pumped a partire dal Pentium 4) come interfaccia di collegamento tra il processore, il chipset e gli altri componenti presenti sulla scheda madre, e in grado di arrivare ad una velocità di 12,8 GB/s in entrambe le direzioni. Infine, anche il socket è cambiato diventando, almeno in alcune versioni, l'LGA 1366 (conosciuto anche come Socket B). A causa di questo stravolgimento nelle funzionalità del chipset, esso è compatibile solo con i nuovi processori e non con quelli precedenti, appartenenti all'architettura "Core", come i Core 2 Duo, Core 2 Extreme e Core 2 Quad.
Il controller integrato nel processore desktop top di gamma, Bloomfield, fornisce supporto a configurazioni di memoria DDR3-1333 di tipo triple channel, mentre al northbridge del chipset compete "solo" la gestione del sottosistema video e in generale delle varie periferiche PCI Express collegate al sistema. Esso è in grado di supportare 2 slot PCI Express 2.0 con segnali 16x elettrici oppure 4 slot PCI Express 2.0 con connessioni 8x elettriche, consentendo quindi configurazioni fino a 4 schede video in parallelo; sono in realtà possibili anche combinazioni diverse delle 36 linee PCI Express disponibili.

### Un chipset ancora a doppio chip
Sebbene alcuni controller siano stati integrati direttamente nella CPU, il chipset continua comunque ad utilizzare un approccio a 2 chip, northbridge e southbridge; quest'ultimo è l'ICH10 già utilizzato da Intel per la famiglia di chipset che ha preceduto Tylersburg, e che ha preso il nome di Eaglelake, da giugno 2008. Esso offre supporto fino a 12 porte USB 2.0, il che dà modo ai produttori di schede madri di implementarne fino a 8 direttamente sul retro del sistema; confermata l'assenza del supporto PATA e anche di quello PS/2, sancendo in un certo senso la fine dei dispositivi "legacy" (per quanto, così come è successo per il PATA dell'ICH9, non è da escludere che il supporto a tali tecnologie venga fornito comunque dai produttori di schede madri grazie all'utilizzo di chip esterni). Come sempre presente, nella variante ICH10-R, il supporto RAID alle modalità "0", "1", "5", "10", e al Intel Matrix. Invece, dal punto di vista dell'interfaccia SATA, il nuovo chipset supporta lo standard SATA 2.5, con un supporto fino a 6 porte di tipo SATA-300, integrando anche soluzioni esterne eSATA.
Lo standard audio integrato è rimasto l'ormai collaudato "High Definition Audio", chiamato da Intel con il nome in codice Azalia che è in grado di gestire i formati stereo LPCM, oppure AC3 a 5.1 canali a 96 kHz, mentre per quanto riguarda la scheda di rete, ancora una volta sarà integrato un controller Ethernet Gigabit.
La comunicazione tra Northbridge e southbridge è ancora la cosiddetta Direct Media Interface da 2 GB/s.
Nel terzo trimestre 2009 arriverà il chipset Ibex Peak che verrà abbinato alle future CPU Nehalem di fascia media, Lynnfield e Havendale. A differenza di Tylersburg, Ibex Peak verrà realizzato in un unico chip.

### Finalmente supporto SLI anche su chipset Intel
Inizialmente non era stato comunicato nulla riguardo a quale tecnologia "multi GPU" sarebbe stata implementata in Tylersburg e di conseguenza si era pensato che ancora una volta il supporto sarebbe stato limitato alla soluzione CrossFire di ATI Technologies/AMD e non allo SLI di nVidia. In particolare il supporto per le schede ATI è quello del tipo CrossFireX, ovvero l'ultima evoluzione di questa tecnologia che consente l'utilizzo simultaneo di ben 4 schede distinte.
Successivamente però, a luglio 2008, si è saputo che nVidia ha concesso in licenza a Intel l'uso della propria tecnologia SLI, al fine di integrarla nei chipset destinati ai processori basati su architettura Nehalem. Tale concessione sarebbe di fatto uno "scambio di favori" tra i due produttori, in quanto nVidia avrebbe a sua volta ottenuto da Intel la licenza di utilizzo del nuovo BUS seriale QPI utilizzato da tali processori, in modo da poter realizzare anch'essa chipset completi per queste nuove soluzioni.
Al momento dell'annuncio ufficiale era stato dichiarato che il supporto a SLI sarebbe stato offerto grazie all'adozione del chip nVidia nForce 200 SLI (conosciuto anche attraverso il nome in codice BR-04); l'aggiunta di tale chip da parte dei produttori di schede madri avrebbe probabilmente costretto ad una parziale riprogettazione delle schede e questo fatto, unito al costo d'acquisto di tale chip aggiuntivo (stimato in circa 30 $) avrebbe quasi certamente potuto porre un freno alla diffusione di tali piattaforme "ibride" Intel/nVidia. Proprio per questo motivo, fu annunciato subito che non tutte le schede madri X58 avrebbero supportato la tecnologia nVidia, ma solo quelle dotate dello specifico chip nVidia.
In seguito a queste considerazioni di mercato, che avrebbero di fatto limitato il supporto della tecnologia SLI ai soli sistemi di fascia alta, nVidia ha dichiarato di aver rivisto i propri piani per la concessione in licenza della propria tecnologia; il chip aggiuntivo non è più strettamente necessario, ma solo nVidia stessa può certificare i nuovi prodotti mediante test proprietari che ovviamente avranno comunque ripercussioni sul costo finale delle nuove schede. La certificazione consente ai produttori di applicare il marchio "SLI Certified" sui propri prodotti e fornisce loro una chiave di "sblocco" da integrare nel BIOS della scheda che permette l'interazione tra i driver ForceWare e il chipset X58. NVidia ha tenuto comunque a ribadire che i prodotti di punta continueranno ad utilizzare il chip aggiuntivo nForce 200 SLI in modo da poter fornire 16 linee PCI Express a ben 4 slot per le schede video.
Va detto che non è in realtà la prima volta che Intel e nVidia si accordano per fornire il supporto SLI anche con motherboard basate su chipset Intel; nel corso del 2007 la presentazione della piattaforma a doppio socket Skulltrail per il mercato desktop di fascia più alta, forniva già tale opzione, realizzata mediante lo stesso approccio, ovvero tramite un chip NVidia aggiuntivo, sebbene in quel caso si trattasse del nForce 100, probabilmente il predecessore del nForce 200 SLI.

#### Molteplici combinazioni di slot PCI Express 2.0
Intel ha progettato il nuovo chipset in maniera molto flessibile: i produttori di schede madri potranno "scegliere" tra ben 5 differenti configurazioni degli slot PCI Express 2.0 dedicati ad ospitare le schede grafiche, tenendo anche conto dell'adozione o meno del chip aggiuntivo di nVidia. Di seguito vengono riportate le varie configurazioni, comprensive del numero di slot presenti sulla scheda e la loro velocità:
- 2 slot - x16 x16
- 3 slot - x16 x8 x8
- 4 slot - x8 x8 x8 x8
- 3 slot (con nForce 200 SLI) - x16 (raddoppiato dal chip nVidia) x16
- 4 slot (con nForce 200 SLI) - x16 (raddoppiato dal chip nVidia) x16 (raddoppiato dal chip nVidia)

La configurazione a 2 slot è quella più semplice e mette a disposizione 2 slot meccanici x16 con collegamenti x16 elettrici; nella prima configurazione a 3 slot, uno solo di questi avrà collegamenti x16 elettrici, mentre gli altri 2 saranno x8; a 4 slot ognuno avrà collegamenti x8; se viene aggiunto il chip aggiuntivo nVidia che è in grado di raddoppiare i collegamenti elettrici ad esso collegati, si possono avere altre 2 configurazioni, a 3 e 4 slot che però a differenza dei casi precedenti, forniscono a ciascun slot meccanico collegamenti elettrici x16.

### Motherboard completamente ridisegnate
È relativamente semplice intuire come le nuove caratteristiche introdotte dall'architettura Nehalem non sono andate a influenzare solo il progetto dei microprocessori, ma anzi, anche quello delle schede madri (seppure indirettamente). Le varie novità architetturali cui si è accennato sopra, hanno costretto i vari produttori a riprogettare da zero le proprie soluzioni per poter ospitare i nuovi processori.

## Tylersburg e Eaglelake a confronto
Osservando le caratteristiche di Tylersburg a confronto con quelle del predecessore Eaglelake ci si rende conto che il primo non è un vero e proprio successore del secondo. L'arrivo sul mercato dopo soli 6 mesi, l'integrazione dello stesso ICH (ovvero dello stesso southbridge) e di conseguenza le identiche caratteristiche in termini di connettività I/O, unite al fatto che i due chipset sono ciascuno compatibili solo con processori diversi e non sono quindi in concorrenza, rendono Tylersburg più un "fratello" di Eaglelake che un vero e proprio successore.
Le differenze più eclatanti infatti si limitano all'assenza in Tylersburg del controller di memoria RAM e al supporto per lo standard QuickPath.

## Caratteristiche delle varie versioni di Tylersburg
Come accennato prima, per il momento Intel ha annunciato una sola variante di Tylersburg, destinata alla fascia alta del mercato desktop. Certamente ne esisterà anche una per il settore server biprocessore, che verrà abbinata al processore Gainestown grazie a 2 collegamenti QuickPath tra chipset e CPU, ma non ne è stato ancora annunciato il nome commerciale.

### X58
L'X58 è il successore del precedente modello X45 di Eaglelake come base per i processori della fascia alta del mercato desktop; fornisce supporto a tutte le caratteristiche principali del chipset tranne per il supporto QuickPath che viene limitato ad un solo collegamento tra chipset e processore, supportando quindi solo configurazioni monoprocessore.

## Nuove piattaforme
Intel non ha ancora dichiarato se con i nuovi chipset siano state introdotte anche nuove piattaforme per i vari settori di mercato.

## Il successore
Al momento Intel non ha ancora annunciato alcun successore di Tylersburg.